# Ramesse V.
Ramesse V., trůnním jménem Vesermaatre Sechepenre, byl egyptským faraonem 20. dynastie. Vládl přibližně v letech 1145/1144–1142/1140 př. n. l. Během jeho vlády Egypt ztratil své poslední državy v Sýrii. Také velkým tempem vzrůstala moc Amonových kněží z Vasetu. Jak zemřel, není známo. Je možné, že jej zavraždil jeho nástupce Ramesse VI., na jeho mumii je však patrné, že měl neštovice, možná tedy zemřel na ně. Jeho hrobka se stejně jako hrobky ostatních Ramessovců nachází v Údolí králů.
Ramesse V. patří mezi tzv. Ramessovce, tj. sérii panovníků, kteří nesli jméno Ramesse počínaje Čtvrtým a konče Jedenáctým. Někdy k nim bývá řazen i Ramesse III.